# Roestborstboomgors
De roestborstboomgors (Castanozoster thoracicus) is een zangvogel uit de familie Thraupidae (tangaren).

## Verspreiding en leefgebied
Deze soort is endemisch in zuidoostelijk Brazilië, met name van Minas Gerais tot noordelijk Rio Grande do Sul.